# Mont-roig del Camp
Mont-roig del Camp (často pouze Montroig, katalánská výslovnot [munt-roidž]) je menší město v Katalánsku na severovýchodě Španělska; spadá pod provincii Tarragona a comarku Baix-Camp.

## Památky a kultura
V obci jsou dva kostely, oba pojmenované po archandělu Michaelovi. Starší je odsvěcen a používán jako kulturní centrum. Novější byl postaven v 19. století a pro svou velikost je nazýván „katedrálou Baix-Campu“.
Několik kilometrů od obce leží Ermita de la Mare de Deu de la Roca, poustevna vybudovaná ve 13. století na skále, odkud je široký výhledi do okolí.

## Osobnosti města
Umělec Joan Miró (1893–1983) strávil v Mont-roig del Camp několik let a vytvořil zde řadu děl. Například Selský dvůr s portrétem svých rodičů. Místní kulturní centrum uchovává informace o jeho pobytu v obci.